# Fabian Koch
Fabian Koch (Rum, 24 juni 1989) is een Oostenrijks voetballer die doorgaans speelt als rechtsback. In juli 2022 verruilde hij WSG Tirol voor FC Natters.

## Clubcarrière
Koch werd geboren in Rum en ging al snel spelen bij het plaatselijke SV Natters. Bij die club speelde hij van zijn zesde tot zijn achttiende jaar. Op die leeftijd besloot hij te gaan spelen voor Bundesnachwuchszentrums (BNZ) Tirol. Die club liet hij al na één jaar achter zich om te gaan pelen voor Wacker Innsbruck. Na een jaar in het tweede elftal gespeeld te hebben, bleek de jonge rechtsback klaar voor het eerste team en hij maakte zijn debuut op 22 november 2008, in het duel tegen Admira Wacker Mödling (2-2 gelijkspel). Hij promoveerde het seizoen erop met Wacker naar de hoogste Oostenrijkse divisie. Op 25 november 2010 maakte Koch echter bekend in de winterstop van dat seizoen een overstap te gaan maken naar Austria Wien. Met die club werd hij in het seizoen 2012/13 kampioen van Oostenrijk. In 2016 maakte hij transfervrij de overstap naar Sturm Graz, waar hij zijn handtekening zette onder een driejarige verbintenis. In september 2018 kwamen er twee seizoenen extra bij het contract. WSG Tirol werd in januari 2020 de nieuwe werkgever van Koch. Medio 2022 keerde Koch terug naar de club waar hij ooit begonnen was, FC Natters.

## Clubstatistieken
| Seizoen | Club             | Competitie | Competitie | Competitie | Beker | Beker | Internationaal | Internationaal | Totaal | Totaal |
| Seizoen | Club             | Competitie | Wed.       | Dlp.       | Wed.  | Dlp.  | Wed.           | Dlp.           | Wed.   | Dlp.   |
| ------- | ---------------- | ---------- | ---------- | ---------- | ----- | ----- | -------------- | -------------- | ------ | ------ |
| 2008/09 | Wacker Innsbruck | Erste Liga | 11         | 0          | 1     | 0     | —              | —              | 12     | 0      |
| 2009/10 | Wacker Innsbruck | Erste Liga | 32         | 1          | 3     | 0     | —              | —              | 35     | 1      |
| 2010/11 | Wacker Innsbruck | Bundesliga | 18         | 1          | 3     | 1     | —              | —              | 21     | 2      |
| 2010/11 | Austria Wien     | Bundesliga | 10         | 0          | 1     | 0     | —              | —              | 11     | 0      |
| 2011/12 | Austria Wien     | Bundesliga | 1          | 0          | 3     | 0     | 3              | 0              | 7      | 0      |
| 2012/13 | Austria Wien     | Bundesliga | 21         | 2          | 4     | 0     | —              | —              | 25     | 2      |
| 2013/14 | Austria Wien     | Bundesliga | 23         | 0          | 1     | 0     | 8              | 0              | 32     | 0      |
| 2014/15 | Austria Wien     | Bundesliga | 18         | 1          | 3     | 0     | —              | —              | 21     | 1      |
| 2015/16 | Austria Wien     | Bundesliga | 22         | 1          | 3     | 0     | —              | —              | 25     | 1      |
| 2016/17 | Sturm Graz       | Bundesliga | 36         | 3          | 1     | 0     | —              | —              | 37     | 3      |
| 2017/18 | Sturm Graz       | Bundesliga | 36         | 1          | 5     | 0     | 4              | 0              | 45     | 1      |
| 2018/19 | Sturm Graz       | Bundesliga | 32         | 2          | 1     | 0     | 4              | 0              | 37     | 2      |
| 2019/20 | Sturm Graz       | Bundesliga | 4          | 0          | 0     | 0     | 1              | 0              | 5      | 0      |
| 2019/20 | WSG Tirol        | Bundesliga | 11         | 1          | 1     | 0     | —              | —              | 12     | 1      |
| 2020/21 | WSG Tirol        | Bundesliga | 28         | 1          | 2     | 0     | —              | —              | 30     | 1      |
| 2021/22 | WSG Tirol        | Bundesliga | 31         | 1          | 3     | 0     | —              | —              | 34     | 1      |
| Totaal  | Totaal           | Totaal     | 334        | 15         | 40    | 1     | 20             | 0              | 389    | 16     |

Bijgewerkt op 15 mei 2025.

## Erelijst
| Competitie   |              |              |              |              |
| Competitie   | Aantal       | Jaren        |              |              |
| Austria Wien | Austria Wien | Austria Wien | Austria Wien | Austria Wien |
| ------------ | ------------ | ------------ | ------------ | ------------ |
| Bundesliga   | 1            | 2012/13      |              |              |
| Sturm Graz   |              |              |              |              |
| ÖFB-Cup      | 1            | 2017/18      |              |              |